# Gouvernement des Pays-Bas

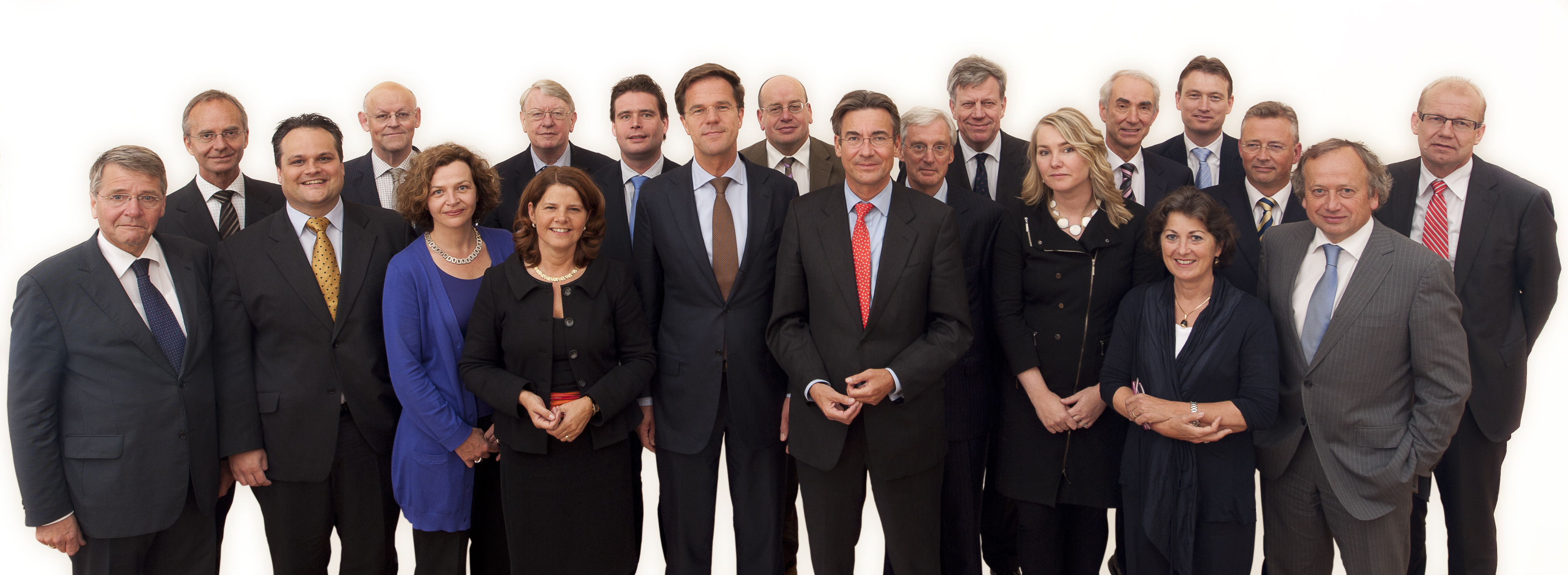
Ministres et secrétaires d'État du premier cabinet de Mark Rutte (2010-2012).

Le gouvernement des Pays-Bas (en néerlandais : regering van Nederland) ou cabinet (kabinet) est officiellement composé, en vertu de l'article 42.1 de la Constitution, du monarque et de ses ministres — parfois sans portefeuille — assistés par des secrétaires d'État (nl), bien que ces derniers ne soient pas membres du cabinet.
Le titre de chef du gouvernement est de jure détenu par le monarque, bien que le Premier ministre dirige de facto le pouvoir exécutif. Sa nomination se fait par arrêté royal.
La réunion hebdomadaire du gouvernement se fait habituellement sans le monarque, sous la forme d'un conseil des ministres, présidé par le Premier ministre. Le Premier ministre, qui est le plus souvent issu du parti majoritaire aux États généraux (premier parmi les partis participants), est également président du conseil des ministres du Royaume des Pays-Bas, se composant du monarque, du conseil des ministres des Pays-Bas, du ministre plénipotentiaire d'Aruba (depuis 1986), du ministre plénipotentiaire de Curaçao (depuis 2010) et du ministre plénipotentiaire de Saint-Martin (depuis 2010). Par rapport à la majorité des autres systèmes, les ministres aux Pays-Bas disposent d'une relativement grande autonomie face au Premier ministre.

## Liste des gouvernements néerlandais depuis 1945
| Gouvernement       | Premier ministre           | Partis participants       | Orientation   | Prise de fonction | Date de démission | Remise de fonction |
| ------------------ | -------------------------- | ------------------------- | ------------- | ----------------- | ----------------- | ------------------ |
| Schermerhorn/Drees | Wim Schermerhorn (VDB)     | KVP, SDAP, ARP, VDB       | Centre        | 24 juin 1945      | 16 mai 1946       | 3 juillet 1946     |
| Beel I             | Louis Beel (KVP)           | KVP, PvdA                 | Centre        | 3 juillet 1946    | 7 juillet 1948    | 7 août 1948        |
| Drees/Van Schaik   | Willem Drees (PvdA)        | KVP, PvdA, CHU, VVD       | Centre        | 7 août 1948       | 24 janvier 1951   | 15 mars 1951       |
| Drees I            | Willem Drees (PvdA)        | KVP, PvdA, CHU, VVD       | Centre        | 15 mars 1951      | 25 juin 1952      | 2 septembre 1952   |
| Drees II           | Willem Drees (PvdA)        | PvdA, KVP, ARP, CHU       | Centre        | 2 septembre 1952  | 13 juin 1956      | 13 octobre 1956    |
| Drees III          | Willem Drees (PvdA)        | PvdA, KVP, ARP, CHU       | Centre        | 13 octobre 1956   | 11 décembre 1958  | 22 décembre 1958   |
| Beel II            | Louis Beel (KVP)           | KVP, ARP, CHU             | Centre droit  | 22 décembre 1958  | 12 mars 1959      | 19 mai 1959        |
| De Quay            | Jan Eduard de Quay (KVP)   | KVP, VVD, ARP, CHU        | Centre droit  | 19 mai 1959       | 15 mai 1963       | 24 juillet 1963    |
| Marijnen           | Victor Marijnen (KVP)      | KVP, VVD, ARP, CHU        | Centre droit  | 24 juillet 1963   | 27 février 1965   | 14 avril 1965      |
| Cals               | Jo Cals (KVP)              | KVP, PvdA, ARP            | Centre        | 14 avril 1965     | 14 octobre 1966   | 22 novembre 1966   |
| Zijlstra           | Jelle Zijlstra (ARP)       | KVP, ARP                  | Centre droit  | 22 novembre 1966  | 15 février 1967   | 5 avril 1967       |
| De Jong            | Piet de Jong (KVP)         | KVP, VVD, ARP, CHU        | Centre droit  | 5 avril 1967      | 28 avril 1971     | 6 juillet 1971     |
| Biesheuvel I       | Barend Biesheuvel (ARP)    | KVP, VVD, ARP, CHU, DS'70 | Centre        | 6 juillet 1971    | 19 juillet 1972   | 9 août 1972        |
| Biesheuvel II      | Barend Biesheuvel (ARP)    | KVP, VVD, ARP, CHU        | Centre droit  | 9 août 1972       | 29 novembre 1972  | 11 mai 1973        |
| Den Uyl            | Joop den Uyl (PvdA)        | PvdA, KVP, ARP, PPR, D'66 | Centre gauche | 11 mai 1973       | 22 mars 1977      | 19 décembre 1977   |
| Van Agt I          | Dries van Agt (KVP)        | KVP, VVD, ARP, CHU        | Centre droit  | 19 décembre 1977  | 26 mai 1981       | 11 septembre 1981  |
| Van Agt II         | Dries van Agt (KVP)        | CDA, PvdA, D'66           | Centre        | 11 septembre 1981 | 12 mai 1982       | 29 mai 1982        |
| Van Agt III        | Dries van Agt (KVP)        | CDA, D'66                 | Centre        | 29 mai 1982       | 8 septembre 1982  | 4 novembre 1982    |
| Lubbers I          | Ruud Lubbers (CDA)         | CDA, VVD                  | Centre droit  | 4 novembre 1982   | 22 mai 1986       | 14 juillet 1986    |
| Lubbers II         | Ruud Lubbers (CDA)         | CDA, VVD                  | Centre droit  | 14 juillet 1986   | 3 mai 1989        | 7 novembre 1989    |
| Lubbers III        | Ruud Lubbers (CDA)         | CDA, PvdA                 | Centre        | 7 novembre 1989   | 10 mai 1994       | 22 août 1994       |
| Kok I              | Wim Kok (PvdA)             | PvdA, VVD, D66            | Centre        | 22 août 1994      | 6 mai 1998        | 3 août 1998        |
| Kok II             | Wim Kok (PvdA)             | PvdA, VVD, D66            | Centre        | 3 août 1998       | 16 avril 2002     | 22 juillet 2002    |
| Balkenende I       | Jan Peter Balkenende (CDA) | CDA, LPF, VVD             | Droite        | 22 juillet 2002   | 16 octobre 2002   | 27 mai 2003        |
| Balkenende II      | Jan Peter Balkenende (CDA) | CDA, VVD, D66             | Centre droit  | 27 mai 2003       | 30 juin 2006      | 7 juillet 2006     |
| Balkenende III     | Jan Peter Balkenende (CDA) | CDA, VVD                  | Centre droit  | 7 juillet 2006    | 22 novembre 2006  | 22 février 2007    |
| Balkenende IV      | Jan Peter Balkenende (CDA) | CDA, PvdA, CU             | Centre        | 22 février 2007   | 20 février 2010   | 14 octobre 2010    |
| Rutte I            | Mark Rutte (VVD)           | VVD, CDA                  | Droite        | 14 octobre 2010   | 23 avril 2012     | 5 novembre 2012    |
| Rutte II           | Mark Rutte (VVD)           | VVD, PvdA                 | Centre        | 5 novembre 2012   | 14 mars 2017      | 26 octobre 2017    |
| Rutte III          | Mark Rutte (VVD)           | VVD, CDA, D66, CU         | Centre droit  | 26 octobre 2017   | 15 janvier 2021   | 10 janvier 2022    |
| Rutte IV           | Mark Rutte (VVD)           | VVD, D66, CDA, CU         | Centre droit  | 10 janvier 2022   | 7 juillet 2023    | 2 juillet 2024     |
| Schoof             | Dick Schoof (indépendant)  | PVV, VVD, NSC, BBB        | Droite        | 2 juillet 2024    | Cabinet actuel    |                    |

## Gouvernement actuel
| Fonction                                                                             | Titulaire | Titulaire | Titulaire        | Parti |
| ------------------------------------------------------------------------------------ | --------- | --------- | ---------------- | ----- |
| Premier ministre Ministre des Affaires générales                                     |           |           | Dick Schoof      | Ind.  |
| Vice-Première ministre Ministre de la Santé, du Bien-être et des Sports              |           |           | Fleur Agema      | PVV   |
| Vice-Première ministre Ministre de la Politique climatique et de la Croissance verte |           |           | Sophie Hermans   | VVD   |
| Vice-Premier ministre Ministre des Affaires sociales et de l'Emploi                  |           |           | Eddy van Hijum   | NSC   |
| Vice-Première ministre Ministre du Logement et de l'Aménagement du territoire        |           |           | Mona Keijzer     | BBB   |
| Ministre du Commerce extérieur et de l'Aide au développement                         |           |           | Reinette Klever  | PVV   |
| Ministre de la Justice et de la Sécurité                                             |           |           | David van Weel   | VVD   |
| Ministre des Affaires intérieures et des Relations au sein du Royaume                |           |           | Judith Uitermark | NSC   |
| Ministre de l'Éducation, de la Culture et de la Science                              |           |           | Eppo Bruins      | NSC   |
| Ministre de la Défense                                                               |           |           | Ruben Brekelmans | VVD   |
| Ministre des Affaires économiques                                                    |           |           | Dirk Beljaarts   | VVD   |
| Ministre des Infrastructures et des Eaux                                             |           |           | Barry Madlener   | PVV   |
| Ministre des Affaires étrangères                                                     |           |           | Caspar Veldkamp  | NSC   |
| Ministre de l'Agriculture, de la Pêche, de la Nature et de la Qualité alimentaire    |           |           | Femke Wiersma    | BBB   |
| Ministre de l'Asile et de l'Immigration                                              |           |           | Marjolein Faber  | PVV   |
| Ministre des Finances                                                                |           |           | Eelco Heinen     | PVV   |